# Identificació tributària a la Unió Europea
La Identificació tributària a la Unió Europea va ser un procés fiscal per donar un correcte i fiable registre per a efectes administratiu-tributaris de la Unió Europea, quan l'1 de gener de 1993 es va fer realitat un espai únic europeu mancat de fronteres interiors i complir amb l'Acta Única Europea signada a Luxemburg el 17 de febrer de 1986, per la qual «a partir del 31 de desembre de 1992 es garantirà, en l'àmbit de la Unió Europea, la lliure circulació de mercaderies, persones, serveis i capitals».

## Desenvolupament
La creació del mercat únic i la implantació de la Unió Econòmica i Monetària de la Unió Europea com un procés de caràcter progressiu iniciat el 1990 han portat a adoptar iniciatives comunitàries en matèria de fiscalitat segons es va concloure al Consell Europeu de Dublín en desembre de 1996.
Al mateix temps que desapareixien les fronteres interiors ho feia el control que, sobre les mercaderies, s'efectuava a les duanes mitjançant la comprovació in situ de llicències d'importació, documentació acreditativa de la càrrega, etcètera; i sobretot desapareixia la possibilitat de procedir a la liquidació de l'Impost sobre el Valor Afegit o IVA en el moment en què aquestes mercaderies eren importades, és a dir, en el moment en què entraven en un país determinat. Pel que fa a les exportacions, també desapareixia el control exercit per la duana sobre els productes exportats i la possibilitat de certificar que les mercaderies o productes havien sortit efectivament d'aquest territori amb destinació a l'estranger.
A causa de les diferències entre els tipus impositius aplicables a l'IVA i a les diferències en termes econòmics dels –en aquell moment– quinze Estats membres, la Comissió Europea va ser conscient que el règim de tributació en aquest impost que, en general és el de la tributació en origen, no era sostenible, per al cas de les operacions realitzades entre subjectes passius de l'IVA residents en Estats membres diferents. Per això es van anar introduint modificacions en la Directiva 77/388/CEE del Consell de la Unió Europea, de 17 de maig de 1977 en matèria d'harmonització de les legislacions dels Estats membres relatives als impostos sobre el volum de negocis — Sistema comú de l'Impost sobre el Valor Afegit fins al a seva substitució per la Directiva 2006/112/CE de 28 de novembre de 2006 relativa al sistema comú de l'Impost sobre el Valor Afegit.

## Identificació tributària a efectes de l'IVA intracomunitari
La identificació tributària és un codi únic, generalment de caràcter alfanumèric, utilitzat per tal de poder identificar inequívocament tota persona natural o jurídica susceptible de tributar, assignat a aquestes pels Estats, amb què confeccionen el registre o cens de les mateixes, per a efectes administratiu-tributaris.
El número d'identificació fiscal a efectes de l'IVA intracomunitari (NIF-IVA) està compost, en general, pel número o codi d'identificació fiscal que correspongui a cada subjecte passiu de l'impost, en virtut de la legislació interna de l'Estat membre de residència, precedit de les lletres identificadores d'aquest país que el corresponguin d'acord amb el codi ISO 3166. Les empreses estrangeres que presten serveis via electrònica a consumidors de la UE i que no es troben establertes a la UE, de manera que no estan registrades en cap país de la Unió a efectes de l'IVA, poden tenir un prefix que comenci per "UE" en lloc del codi de país. Quan s'exporten o es venen béns i serveis des d'un país intracomunitari cap a un altre país membre de la Unió Europea es parla de lliuraments. Aquestes operacions no estan subjectes a l'IVA intracomunitari, de manera que a la factura no caldrà repercutir l'impost. Per acollir-se al règim d'exempció de l'IVA han de complir 3 requisits:
- El bé o servei ha d'estar expedit a un altre Estat membre.
- El receptor del bé o servei ha d'estar identificat en un Estat membre amb un número d'identificació fiscal (NIF), de subjectes passius comunitaris.
- Aquests subjectes passius han de portar un llibre específic per registrar totes les operacions assimilades als lliuraments intracomunitàries.

## Obligacions
Per poder operar mitjançant el NIF intracomunitari, no solament l'emissor de la factura ha de disposar d'aquest identificador tributari, sinó que el receptor també. Aquest nombre s'obté en omplir un apartat cocnreto del Model 036 (marcant la casella 582 a la sol·licitud d'alta). Tot i que el registre és un procés àgil que no té més complicacions, de vegades Hisenda fa comprovacions per si hi ha possibles fraus, cosa que porta a endarrerir el procés. Llavors l'empresa obtindrà un número d'operador intracomunitari que serà el que haurà d'utilitzar en tota la documentació relativa a aquestes exportacions.
Es pot comprovar que una empresa està inscrita al cens VIES mitjançant el web de l'AEAT. Un cop realitzada aquesta comprovació, es pot emetre la factura amb les dades intracomunitaris d'ambdues parts. A la casella de l'IVA, n'hi haurà prou especificar "0%" i reflectir a la factura la norma legal per la qual les operacions intracomunitàries estan exemptes d'IVA:
"Invoice issued according to Council Directive 2008/8 / EC of (date) .Subject to IVA reverse charge procedure. Factura emesa en aplicació a la Directiva 2008/8 / CE del (data) ".
En qualsevol cas és important conservar la documentació de transport, a més de la factura original, per poder provar que la mercaderia ha estat enviada al país de destinació. En cas contrari, en una inspecció d'Hisenda podria considerar que s'ha comès frau.
A més, les quantitats percebudes a través d'aquestes transaccions han de figurar en la declaració trimestral de l'IVA (model censal 303), en el resum anual (model censal 390), i també en la declaració recapitulativa anual de les operacions intracomunitàries (model censal 349) .